# くり万太郎のオールナイトニッポンR
くり万太郎のオールナイトニッポンR（くりまんたろう-）は、2009年3月30日よりニッポン放送の深夜番組オールナイトニッポンRで放送されていたラジオ番組。ニッポン放送をキー局としたNRNの一部および独立局のラジオ関西にネットしていた。放送開始当初はJRNネット局のCBCラジオにもネットしていた。

## パーソナリティ
- くり万太郎（くり まんたろう・通称：くりまん。本名：高橋良一）
  - 元・ニッポン放送アナウンサー。定年を迎えたことで現在は嘱託アナウンサーである。
  - 『オールナイトニッポン』のパーソナリティを務めていた一人でもある。（くり万太郎のオールナイトニッポン）
  - 当番組終了後、2012年4月8日から2017年9月24日まで日曜早朝の『くり万太郎のサンデー早起き有楽町』を担当していた。

## 概要
この枠では2009年3月まで、月〜木曜深夜は斉藤安弘による「オールナイトニッポンエバーグリーン」が、金曜深夜は「オリエンタルラジオのオールナイトニッポンR」が放送されていたが、この番組より月〜金曜が統一された番組編成となった。
前述の「オールナイトニッポンエバーグリーン」と同様のリクエスト番組となるが、同番組が1950年代 - 1980年代の曲を中心としていたのに対し、この番組では最新のヒット曲なども取り上げ若い世代についてもターゲットとした。前番組と同様に、リクエスト曲はフルコーラスでかけた。
オープニング冒頭、前述の「オールナイトニッポンエバーグリーン」では斉藤アナが「○○○（1時〜3時担当のパーソナリティの名前）さん、2時間お疲れ様でした」と挨拶して始まったが、この番組では1時 - 3時担当のパーソナリティへの挨拶はせず、西暦と元号の後に「○月○日○曜日午前3時になりました」と言った後、フリートークで始まった。
この番組をくり万太郎が担当することにより、平日27時枠は「オールナイトニッポン」の黎明期を支えた斉藤安弘から1970年代半ばの黄金期を支えたくり万太郎に引き継がれることになる。また、2003年秋以来5年半ぶりに「オールナイトニッポンR」を冠した番組が月〜金曜深夜に復活することになった（金曜枠は10月23日まで。「オールナイトニッポンR」としては継続）。
下記のとおり、途中からは月 - 木の放送となっていたが、金曜も放送していた時代、ラジオ関西は金曜日のみ自社番組を放送していたものの、金曜日のネット局クレジットに入っていた。
ニッポン放送では、3時台を中心に同局の推薦曲を流すことがあった。なお、2010年7月頃からネット局でも流されていた（CM扱い）。

### 放送開始以降の歴史
- 2009年6・7月の2ヶ月間、フルネット局のKBCラジオがネット局クレジットからなくなっていた。ただし同局のタイムテーブルには掲載されており、放送もされていたため、詳細な理由は不明。なお、同クレジットは8月より復帰した。
- 2009年7月31日（放送日としては8月1日）より、毎月最終金曜日のみ「はるのオールナイトニッポンR」に変更された。
- 2009年9月9日の放送は、ザ・ビートルズ・リマスターCD発売記念として、全曲ビートルズ・ナンバーを掛け、リクエスト採用者にはビートルズの関連グッズやくり万太郎の千社札などがプレゼントされた。
- 2009年10月23日の放送で、コーナー終了告知の際、金曜深夜枠の終了が告知された。2009年11月からは月〜木の放送となった。
- 2010年4月1日の放送で、CBCラジオのネットを打ち切ることがCBC公式サイトで、当日は番組3時台エンディング後のフィラー終了後に発表された（金曜のオールナイトニッポンR枠も同様に打ち切り・土曜は引き続き3時台（27時台）ネット継続）。
- 2010年4月5日より、熊本放送が27時台のネットを開始。この頃から、番組特製ステッカーが採用者に送られる場合も出てきた。
- 2010年6月10日の放送冒頭で、7月以降ニッポン放送の放送時間が、新番組開始の影響でフルネット（29時まで）になることが告知された（ニッポン放送のフルネット化は、2007年9月以来2年9ヶ月ぶり）。ただし、参議院議員選挙政見放送のため、飛び降りの解消はずれ込んでいる（だいたい、28:25飛び降り。また政見放送期間中2回は2時間まるまる政見放送に充てられて番組がつぶれた日もあった）。
- 2010年6月24日の放送は、2010 FIFAワールドカップデンマーク対日本戦中継のため、KBS京都とラジオ関西のみフルネット、ニッポン放送（試合直前特番のため放送なし）以外の局については27:10で飛び降り。フルネット局は木曜日に行っているレギュラーコーナーを休止し、終始リクエストをかけるという「オールナイトニッポンエバーグリーン」を放送していた頃の構成に近いものになっていた。飛び降りネット局は、1曲目に必ずかけるザ・ビートルズの曲と今週の歌をかけたのみであった。
- 2010年10月7日放送の4時台は、ジョン・レノンの生誕70周年を記念したリマスターCD発売記念として、その時間帯は全て彼の曲を掛けた。
- 2010年10月18日の放送は、ビートルズの赤盤・青盤のリマター盤発売記念として、全曲その中のナンバーから掛け、リクエスト採用者にはビートルズの関連グッズなどがプレゼントされた（その日のレギュラーコーナーは休止）。なお、ビートルズ関連の特集は2度目。
- 2011年12月1日の放送冒頭にて、2012年3月末までで放送が終了することを発表した。直前の11月29日に「オールナイトニッポン（第2部）」の復活版「オールナイトニッポン0(ZERO)」[3] がスタートするとの発表があったため、リスナーからの問い合わせメールを受けて異例の早期告知となった。
- 2012年3月27日（放送日は3月28日）、番組終了のねぎらいの意味をも込めて、大瀧詠一が2時間続けてゲスト出演した。
- 2013年9月8日、2020年夏季オリンピック開催地決定に関する特別番組として復活。「くり万太郎のオールナイトニッポンR 2020オリンピック開催地決定直前SP」を生放送。

## 番組内容
ゲストに関しては、放送中での事前告知はほとんどなく、番組の公式サイト内で発表されることは全くない。そのため、いわゆるサプライズ的に登場することが多かった。
- 3:00　オープニング

ネット局読み上げ。全てのネット局を読み上げていた。
- 1曲目

放送開始時から2010年8月30日放送分までは、ザ・ビートルズのナンバー（ただし、12月8日はイマジンなど例外あり）。
2010年8月31日放送分から2010年12月30日までは桑田佳祐の曲（サザンオールスターズ、KUWATA BAND、ソロのナンバー） だった。
2011年1月3日放送分以降は、リスナーからのリクエスト枠として開放された。
- 2曲目

最新アルバムや最新シングルの中からこの時間帯にふさわしい曲をくり万太郎もしくはスタッフがセレクトする「今週の歌」が掛かった。
- ゲストコーナー

ゲストがいるときのみ。4時台にゲストがいるとき、あるいはゲストのない時はリクエストを続行
- 3時台には各曜日にコーナーが設けられていた。ただし下記の名称はコーナー名ではない（「フォークビレッジ」と木曜日27:45頃のコーナー「この街でこの唄を」以外は具体的な名前は決まっていなかった[5]）。

月曜：「アルバム紹介」　（多くの場合、紹介したアルバムのプレゼントがある。ここで紹介されたアルバムは、くり万太郎本人が、銀座の山野楽器の店頭で選んだものが多い）
火曜：「映画を観ましょう」　（くり万太郎本人お薦めの映画紹介とリスナーからの映画に関するお便り、リクエストの紹介。まれにDVDの紹介になることがあった）
水曜：「7つの推薦」（リスナーからのオススメ曲を紹介するコーナー。このコーナーで読まれたリスナーには、番組の千社札風ステッカーがもれなくプレゼントされた。2011年12月7日放送分から開始）
木曜：「本を読みましょう」　（お薦めの書籍を紹介するコーナー。作者を呼んでゲストトークを行うこともあった。このコーナーで読まれたリスナーには、番組の千社札風ステッカーがもれなくプレゼントされた）
木曜：「この街でこの唄を」（フォー・セインツの上原徹と一緒に進行する街の紹介コーナー。2009年6月より開始。基はエフエムむさしので放送していたコーナーから）
終了した3時台コーナー
水曜：「本気のコーナー」　（月刊IKKIとのコラボコーナー。以前は、自分が本気になっている内容のお便りを紹介していたが、後に長いお便りを紹介するコーナーになっている。2011年6月29日放送分で終了）
水曜：「フォークビレッジ」（フォークソングのリクエストコーナー。2011年10月30日に開催された『フォークビレッジコンサート　Folk Village Concert 再会〜あの歌に会いたい〜』（渋谷公会堂）とのタイアップコーナー。リスナーがフォークソングだと思った曲もかけられる。2011年7月6日放送分から開始。2011年11月30日放送分で終了）
金曜：「1枚のラブレター」（家族や恋人などに愛のメッセージを届けるコーナー。採用者には、本人の要望があれば、放送時読んだメッセージが収録されたCDが贈られる。金曜枠の放送終了と共に終了）
- 3:40頃 - ニッポン放送 今週の推薦曲（全ネット局CM扱いにて放送）
- 3時台終了。愛媛・香川・高知・熊本はネット飛び降り
- 4時　時報、番組ジングル
- ゲストコーナー

ゲストがいるときのみ。3時台にゲストがいるとき、あるいはゲストのない時はリクエストを続行
かつては、このゲストコーナー終了時、あるいは4:27頃に流れていた曲がニッポン放送とのお別れの曲となっており、ここで制作キー局ながら飛び降りていた。この後に関しては、裏送り放送となっており、関東南部1都3県リスナーの中には、比較的東側へ電波の飛びやすい、ラジオ関西で聴いていた者もいた（エバーグリーンも同様）
- 4:56頃　エンディング

ネット局読み上げ。飛び降り局も含めて全てのネット局を読み上げていた。
宛先紹介。ごくたまに、「オールナイトニッポン・ドット・コム」で済ますところ、「エー・エル・エル・・・」などとスペルで紹介することもあった。
エンディングの「BITTER SWEET SAMBA」は、最初の小節を省いて流された。

## ネット局・放送時間

### 放送時間
- 毎週月 - 木曜日 27:00 - 29:00（火 - 金曜日 午前3:00 - 5:00）
  - 2009年10月23日までは月 - 金（8月以降、最終金曜を除く）の放送。
  - 2009年7月31日より9月25日までの毎月最終金曜日は「はるのオールナイトニッポンR」放送のため休止。

### ネット局
| 放送対象地域  | 放送            | 放送時間            | ネットワーク           | 備考                                                                           |
| ------------- | --------------- | ------------------- | ---------------------- | ------------------------------------------------------------------------------ |
| 関東広域圏    | ニッポン放送    | 月 - 木 27:00-29:00 | NRN単営局              | 制作局 2010年6月24日まで と 2011年8月1日から30日までは 27:00 - 28:30までの放送 |
| 北海道        | STVラジオ       | 月 - 木 27:00-29:00 | NRN単営局              | 2010年6月24日までと 2011年8月1日から30日までは 28:30以降は裏送り               |
| 茨城県        | 茨城放送        | 月 - 木 27:00-29:00 | NRN単営局              | 2010年6月24日までと 2011年8月1日から30日までは 28:30以降は裏送り               |
| 栃木県        | 栃木放送        | 月 - 木 27:00-29:00 | NRN単営局              | 2010年6月24日までと 2011年8月1日から30日までは 28:30以降は裏送り               |
| 京都府 滋賀県 | KBS京都         | 月 - 木 27:00-29:00 | NRN単営局              | 2010年6月24日までと 2011年8月1日から30日までは 28:30以降は裏送り               |
| 福岡県        | KBC九州朝日放送 | 月 - 木 27:00-29:00 | NRN単営局              | 2010年6月24日までと 2011年8月1日から30日までは 28:30以降は裏送り               |
| 兵庫県        | ラジオ関西      | 月 - 木 27:00-29:00 | 独立局                 | 2010年6月24日までと 2011年8月1日から30日までは 28:30以降は裏送り               |
| 香川県        | 西日本放送      | 月 - 木 27:00-28:00 | JRN・NRNクロスネット局 |                                                                                |
| 愛媛県        | 南海放送        | 月 - 木 27:00-28:00 | JRN・NRNクロスネット局 |                                                                                |
| 高知県        | 高知放送        | 月 - 木 27:00-28:00 | JRN・NRNクロスネット局 |                                                                                |
| 熊本県        | 熊本放送        | 月 - 木 27:00-28:00 | JRN・NRNクロスネット局 | 2010年4月5日放送開始                                                           |

#### 過去のネット局
- CBC中部日本放送（2009年4月6日 - 2010年4月1日、月 - 木曜27:00 - 28:00[16]）[17][18]

### 放送休止
- 2009年9月18日深夜（放送日としては9月19日早朝）の放送は、「リンドバーグのオールナイトニッポンR」放送のため。
- 2009年12月24日深夜（放送日としては12月25日早朝）の放送は、「南海キャンディーズ　山里亮太のオールナイトニッポンR・ラジオ・チャリティー・ミュージックソンスペシャル」放送のため。
- 2009年12月31日深夜（放送日としては2010年元日）の放送は、「吉田尚記のオールナイトニッポン feat.ミュ〜コミ+（プラス）」放送のため。